# Everything Must Go
Everything Must Go – czwarty studyjny album w dorobku walijskiego zespołu Manic Street Preachers. Jest to pierwszy krążek, jaki grupa wydała po tajemniczym zniknięciu gitarzysty Richeya Jamesa Edwardsa. Płyta zawiera pięć jego tekstów - był to ostatni wkład artysty w twórczość Manic Street Preachers aż do czasu wydania Journal for Plague Lovers.
Album reprezentuje zupełnie inny styl, niż poprzednie trzy płyty. Utwory są zdecydowanie lżejsze (po zaginięciu Edwardsa teksty piosenek układał głównie Nicky Wire), dzięki czemu płyta osiągnęła duży sukces komercyjny. W 1998 w plebiscycie magazynu Q czytelnicy umieścili ją na 11. miejscu wśród najlepszych płyt wszech czasów, podczas gdy w 2000 ten sam magazyn umieścił ją na 39. miejscu listy najlepszych brytyjskich albumów w historii.

## Lista utworów
1. "Elvis Impersonator: Blackpool Pier" – 3:29
2. "A Design for Life" – 4:16
3. "Kevin Carter" – 3:24
4. "Enola/Alone" – 4:07
5. "Everything Must Go" – 3:41
6. "Small Black Flowers That Grow in the Sky" – 3:02
7. "The Girl Who Wanted to Be God" – 3:34
8. "Removables" – 3:31
9. "Australia" – 4:04
10. "Interiors (Song for Willem de Kooning)" – 4:17
11. "Further Away" – 3:38
12. "No Surface All Feeling" – 4:14